# Carlos Eugênio de Andrade Guimarães
O marechal Carlos Eugênio de Andrade Guimarães (Rio de Janeiro, 5 de setembro de 1851 — Rio de Janeiro, 16 de novembro de 1920) foi um militar brasileiro.
Comandou a Escola Militar do Brasil, que se situava na Praia Vermelha e é antecessora da Academia Militar das Agulhas Negras.
Foi chefe do Estado-Maior do Exército, entre 29 de maio e 18 de junho de 1909, durante o governo de Afonso Pena.
No Governo Nilo Peçanha, foi ministro da Guerra de 18 de junho a 16 de outubro de 1909.
Foi ministro do Superior Tribunal Militar de 29 de abril de 1908 a 28 de junho de 1919.